# Barbourofelis
Barbourofelis ist eine ausgestorbene Raubtier-Gattung der Familie Barbourofelidae innerhalb der Katzenartigen. Sie erreichte etwa die Größe eines Löwen und lebte im späten Miozän in Nordamerika und Eurasien.

## Merkmale

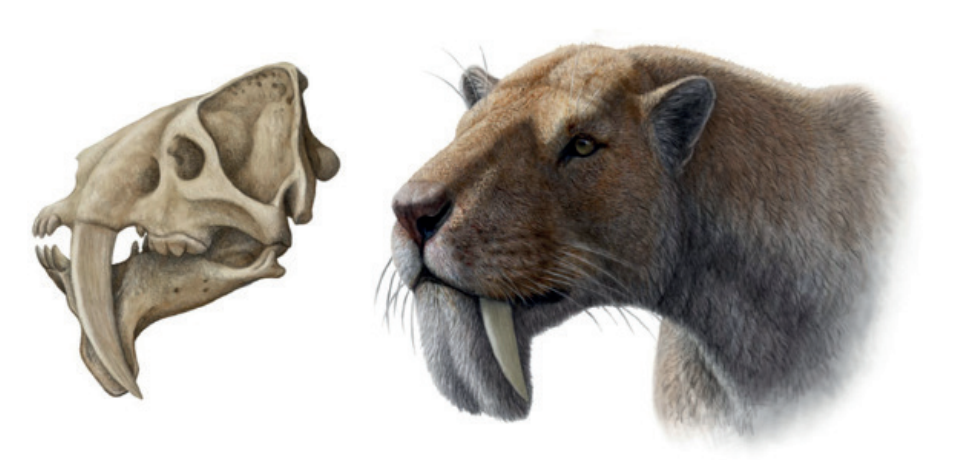
Kopfrekonstruktion für Barboufelis fricki

Barbourofelis war ungewöhnlich kräftig gebaut und ähnelte im Körperbau eher einem Bären als einer heutigen Großkatze. Ihre mächtigen Eckzähne erinnerten stark an die von Säbelzahnkatzen (Machairodontinae) wie Smilodon.

## Evolution und Systematik
Barbourofelis wurde als eigenständige Gattung im Jahr 1970 von Charles Bertrand Schultz, Marian R. Schultz und Larry Martin wissenschaftlich beschrieben und in die Nimravidae eingeordnet. Die Gattung und auch die mit ihr beschriebene Tribus wurden benannt nach Erwin H. Barbour, den Direktor des University of Nebraska State Museums von 1891 bis 1941. Der Holotypus von Barbourofelis fricki wurde 1947, nur wenige Tage nach dem Tod von Barbour, entdeckt.
Barbourofelis dürfte sich aus der Eurasischen Gattung Sansanosmilus entwickelt haben und wanderte am Beginn des späten Miozän vor etwa 10 bis 12 Millionen Jahren nach Nordamerika ein. Hier existierten insgesamt vier Arten von Barbourofelis, von denen drei vermutlich eine kontinuierliche Entwicklungsreihe darstellen, die von B. morrisi über B. loveorum bis zu der letzten Art B. fricki verlief. Die vierte nordamerikanische Art B. whitfordi stellt dagegen offenbar eine Seitenlinie dar, die zeitgleich mit B. morrisi, teilweise auch mit B. loveorum existierte. Die letzten Vertreter der Gattung starben mit der zugleich größten Art Barbourofelis fricki vor etwa 7 Millionen Jahren aus. Damit war die gesamte Familie der Barbourofelidae erloschen. B. whitfordi wurde zudem teilweise der Gattung Albanosmilus zugeordnet, die dann als Schwestertaxon von Barbourofelis betrachtet wird.
Der einzige Fund der Gattung außerhalb Nordamerikas wird B. piveteaui zugeschrieben und stammt aus dem frühen Spätmiozän der heutigen Türkei. Der unvollständige Schädel stellt zugleich einen der letzten Nachweise der Barbourofelidae außerhalb Nordamerikas dar.

## Belege
1. 1 2  C. Bertrand Schultz, Marian R. Schultz, Larry D. Martin: A New Tribe of Saber-toothed Cats (Barbourofelini) from the Pliocene of North America. Bulletin of the University of Nebraska State Museum 9 (1), 1970. (pdf).
2. ↑  Z.J. Tseng, G.T. Takeuchi, X. Wang, X.: Discovery of the upper dentition of Barbourofelis whitfordi (Nimravidae, Carnivora) and an evaluation of the genus in California. Journal of Vertebrate Paleontology 30 (1):244–254, 2010. doi:10.1080/02724630903416001.
3. ↑  Josep M. Robles, David M. Alba, Josep Fortuny, Soledad De Esteban-Trivigno, Cheyenn Rotgers, Jordi Balaguer, Raül Carmona, Jordi Galindo, Sergio Almécija, Juan V. Bertó & Salvador Moyà-Solà: New craniodental remains of the barbourofelid Albanosmilus jourdani (Filhol, 1883) from the Miocene of the Vallès-Penedès Basin (NE Iberian Peninsula) and the phylogeny of the Barbourofelini. Journal of Systematic Palaeontology 11 (8), 2013; S. 993–102. doi:10.1080/14772019.2012.724090.
4. ↑  Denis Geraads; Erksin Gülec: Relationships of Barbourofelis piveteaui (Ozansoy, 1965), a late Miocene nimravid (Carnivora, Mammalia) from central Turkey. Journal of Vertebrate Paleontology. Volume 17, Issue 2, 19. Juni 1997, S. 370–375.